# Terrel Bernard
Terrel Bernard (La Porte, 7 maggio 1999) è un giocatore di football americano statunitense che milita nel ruolo di linebacker per i Buffalo Bills della National Football League (NFL).

## Carriera

### Buffalo Bills
Al college Bernard giocò a football a Baylor. Fu scelto dai Buffalo Bills nel corso del terzo giro (89º assoluto) del Draft NFL 2022. Debuttò come professionista nella gara del secondo turno contro i Tennessee Titans mettendo a segno 3 tackle. La sua stagione da rookie si chiuse con 22 placcaggi in 16 presenze, di cui una come titolare.
Nel terzo turno della stagione 2023, Bernard divenne il primo giocatore da Brian Urlacher nel 2007 a fare registrare più di un sack, un intercetto e un fumble recuperato nella stessa partita. La sua gara contro i Washington Commanders si chiuse con 7 placcaggi e 2 sack, venendo premiato come miglior difensore della AFC della settimana. La sua stagione si chiuse disputando tutte le 17 partite come titolare, con 143 placcaggi, 6,5 sack e 3 intercetti.
Nell'undicesimo turno della stagione 2024 Bernard fu premiato per la seconda volta come difensore della AFC della settimana dopo avere messo a referto 8 placcaggi, un sack e un intercetto nella vittoria sui precedentemente imbattuti Kansas City Chiefs.

## Palmarès
- Difensore della AFC della settimana: 2

3ª del 2023, 11ª del 2024